# دوكسابرام
هيدروكلوريد دوكسابرام (يتم التسويق باسم ستيميولكس (Stimulex)، دوبرام (Dopram) أو ريسبيرام (Respiram)) هو منبه للجهاز التنفسي، يتم إعطاؤه عن طريق الوريد. يحفز دوكسابرام الزيادة في الحجم المدي، ومعدل التنفس.

## آلية العمل

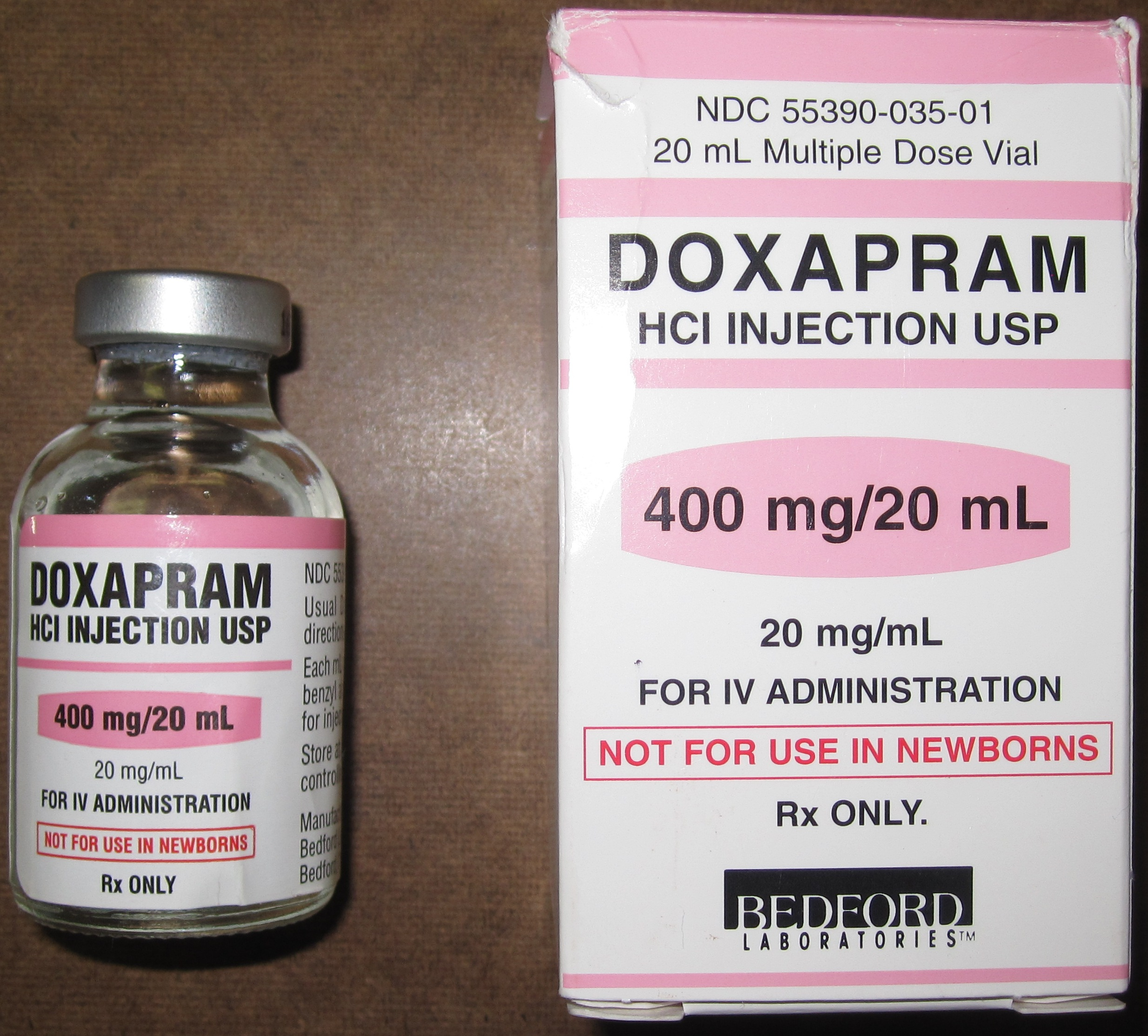
قارورة من دوكسابرام

يحفز دوكسابرام المستقبلات الكيميائية في الأجسام السباتية للشرايين السباتية، والذي بدوره يحفز مركز التنفس في جذع الدماغ.

## المظهر
دوكسابرام هو مسحوق أبيض اللون أو أبيض مع مسحة خفيفة من اللون الأصفر، عديم الرائحة وكذلك بلوري مستقر في الضوء والهواء. وهو قابل للذوبان في الماء، قابل للذوبان في الكحول بقدر ضئيل وغير قابل للذوبان في الإثير. المنتجات القابلة للحقن يكون الأس الهيدروجيني لها من 3.5 إلى 5. يضاف الكحول البنزيلي أو كلوروبوتانول كمادة حافظة في الحقن المتاحة تجاريا.

## الاستخدام
يستخدم دوكسابرام في إعدادت العناية المركزة لرفع معدل التنفس للمرضى الذين يعانون من فشل تنفسي. قد يكون دوكسابرام مفيدا لعلاج خمود الجهاز التنفسي عند المرضى الذين أخذوا جرعات زائدة من الأدوية مثل البيوبرينورفين أو نظائر الفنتانيل، حيث قد لا تحدث استجابة على نحو كاف للعلاج بـالنالوكسون.
دوكسابرام أيضا لديه نفس الفعالية مثل البيثيدين في كبح الارتجافات بعد الجراحة.

## الآثار الجانبية
الآثار الجانبية تشمل ارتفاع ضغط الدم، نوبات الهلع، سرعة دقات القلب، رعاش، التعرق، و القيء. تم الإبلاغ أيضا عن حدوث تشنجات للبعض. استخدامه ممنوع بالنسبة للناس الذين يعانون من مرض القلب التاجي، الصرع، ارتفاع ضغط الدم. أيضا الاستخدام ممنوع من قبل حديثي الولادة والأطفال الصغار، ويرجع ذلك أساسا إلى وجود الكحول البنزيلي، الذي تتم إضافته كمادة حافظة.